# Ancistrocercus danielis
Ancistrocercus danielis är en insektsart som först beskrevs av Griffini 1896.  Ancistrocercus danielis ingår i släktet Ancistrocercus och familjen vårtbitare. Inga underarter finns listade i Catalogue of Life.